# إليوت راندال
إليوت راندال (بالإنجليزية: Elliott Randall)‏ هو عازف قيثارة وموسيقي أمريكي، ولد في 1947.

## وصلات خارجية
- إليوت راندال على موقع ميوزك برينز (الإنجليزية)
- إليوت راندال على موقع ميوزك برينز (الإنجليزية)
- إليوت راندال على موقع أول ميوزيك (الإنجليزية)
- إليوت راندال على موقع ديسكوغز (الإنجليزية)
- إليوت راندال على موقع ديسكوغز (الإنجليزية)